# ده عزیزی گندمکار وسطی
روستای گندمکار ، روستایی از توابع بخش میانکوه شهرستان اردل در استان چهارمحال و بختیاری ایران است.

## جمعیت
این روستا در دهستان سرخون -گندمکار قرار دارد و براساس سرشماری مرکز آمار ایران در سال ۱۳۹۰، جمعیت آن ۲۶۹۶نفر (۵۶۸خانوار) بوده‌است. اهالی آن ازطایفه اولادحاجعلی ازایل اورک بختیاری می‌باشند. جاده تاریخی دژپارت از این روستاگذرمی‌کند. درگندمکارمکانهایی وجودداردکه به آنهاسنگرمی گویندکه درقدیم نگهبانانی دراین سنگرهامحافظت از این جادهاراعهده داربودند. هم‌اکنون نیزجاده مهم شهرکرد-خوزستان از این روستامی گذرد. این روستادرنزدیکی سدونیروگاه کارون ۴قراردارد. واهالی آن مالک ۳۱کیلومترازحاشیه پشت سدکارون۴هستند. گندمکارخودشامل پنج محله بنامهای گندمکارعلیاء، وسطی، سفلی وده خلیلی وچشمه بنییو می‌باشد.